# Nestima nigriceps
Nestima nigriceps är en tvåvingeart som först beskrevs av Johannes Cornelis Hendrik de Meijere 1913.  Nestima nigriceps ingår i släktet Nestima och familjen skridflugor.